# 词语
詞語（words and expressions），又称語詞，是词和短语（又称词组）的合称。词是最小的能够独立运用的语言单位，而短语是有多个词组成的整体。
词的音节与音节之间或字与字之间若插入成分，意义改变；相反，短语中的特定位置插入成分，原有意义保留。比如“白菜”中加入“的”，就变成了“白的菜”，意义显然发生了变化，再如，在“看书”中加入“一本”，则原有的意义依然保留。因此称“白菜”是词，“看书”是短语。
汉字，如：“我、家、有、个、大、書、百、步、氣、糖”等可以獨立成词，也可以和其他字合成一个新的词，如：“我們、家庭、富有、個性、大眾、书包、百科、跑步、天气、葡萄糖”等。一些詞如“蜻蜓”、“葡萄”等，当“蜻”与“蜓”、“葡”与“萄”分开时，并不会带来任何含义。另一些词如“马虎”（形容草率），當拆成“马”与“虎”时，它们的含义和“草率”没有关系。还有许多外来音译词，如：“巧克力、维基、英格兰、葡萄牙”等等也是不能再拆分的詞。
外文中也有詞，例如英文dog。幾個词可以組合成短語，例如英文a big dog。dog和a big dog均为词语。

## 詞的分類
中文的詞没有统一的划分标准，分类方法很多，有人按照詞的音韻、或內部結構來分類。

### 音韻分類

#### 连绵词(連緜詞)
連綿詞又稱「聯綿詞」、「連綿字」，它是指不能拆開來解釋的詞。連綿詞有這些分類：
- 雙聲詞，聲母相同，如「慷慨」
- 疊韻詞，韻母相同，如「窈窕」、「駱駝」、「徘徊」
- 雙聲疊韻詞，同音重複，如「孜孜」
- 非雙聲疊韻詞，如「嘀咕」

### 結構分類（式）
單字合成下列幾種結構：聯合式、偏正式、主謂式、動賓式、補充式、重疊式、附加式。
- 聯合式：組成的字義相同、相近、相反或相關。
例：國家、左右、上下、江河、江山、宫殿、子女、兄弟姐妹、手足、父母、管理、動搖、超越、攻擊、皇帝、美丽。
- 偏正式：前一個字修飾後一個「名詞」，前字在「文法」中稱為「形容詞」。
例：橡胶、葡萄糖、蔗糖、书包、背包、羽毛球、篮球、图书馆、校园、学校、春天、雨天、偷袭、狠心、好心、科学、郊游。
- 主謂式：前一個字表示物件，在「文法」中稱為「主詞(名詞)」。後一個字表示陳述的情況。
例：地震、土崩、沙尘暴、民主、海啸、冬至。
- 動賓式：前一個字表示動作、行為，在「文法」中稱為「動詞」。後一個字是支配的對象，可以是名詞，也可以是動詞或形容詞。
例：走路、赶路、起步、参军、游水、伤心、开心、司法、行政。
- 補充式：後一個字補充說明(可以說是形容詞)前一個字，詞的意義以前一個字為主。前部分是述語，只能是動詞或名詞，後部分是補語，通常是動詞、形容詞或狀態詞。
例：推动、赶走、说服、书本、车辆、花朵、马匹、纸张。
- 重疊式：相同的字重疊組成，
例：走走、看看、听听、婆婆、妈妈、爷爷、苦苦、囡囡、细细。
- 附加式：加上前缀或后缀的字/词，一般上前缀与后缀为慣用虛字。可分为前加式与后加式。
  - 前加式，例：老鼠、老虎、老师、老外、老末、老大、阿嬷、阿姨、第一。
  - 后加式，例：狮子、桌子、椅子、猴子、花儿、鸟儿、活性、惰性、好的、快乐的。
  - 两者综合，例：可塑性、小三儿、反全球化

### 字母词
汉语中有一些含拉丁字母或希臘字母的词（这些“字母词”能不能算汉语和是否应该引入汉语具有争议），其中来自英语首字母縮略詞的词較多，形式有
- 直接借用外语或数字的缩写或编号构成词，如WTO、NBA、CIA、3D、N95、F22等；
- 由字母加汉语构成的词，如e化、IC卡、IP电话、SIM卡、PC机、pH值、IT产业等；
- 直接使用外语， linux、windows，主要集中于計算機、手機等领域，多為專有名詞；計算機領域的普通詞彙多有漢譯。
- 漢語拼音首字母縮略詞，如HSK（漢語水平考試）。

其他情況：
- 按照國際生物學界的規定，在生物分类学中，生物物种的學名为拉丁文。在一般書籍中，很多語言對於不常見的生物直接使用學名，而中國學術界會為物種專門取一個漢語譯名，用於普通書籍中，便於科普。

### 外来语
- 直接音譯：坦克、尼龙、歇斯底里、拷贝（可做動詞或名詞）、克隆、蒙太奇。
- 音譯+漢語詞語（多为类别等限定性的语素，前后皆可，亦有前后都加的，該部分為原文所沒有）：摩托车、因特网。
- 部分音譯，部分意譯：珠穆朗玛峰（“珠穆朗玛”為音譯自藏語，“峰”為意譯），小卡特河(Little Carter River)。
- 部分音譯，如很多化学专用字，從原詞取一個音節音譯：镁、氖、硒、茚等（呋喃等為全詞音譯）。
- 直接引用外文对词语的写法，而成为一个或多个新的语素（主要来自源于汉语的日语）。如派出所、不动产、科学（康有为於20世纪初从日本引入）、电话、卡拉OK等；
- 对外文进行音译和意译的结合，如可口可乐、T恤、维他命、盖世太保、嬉皮士、几何、迷你等；

## 短语的分类
由两个以上的词组成。根据词性成份，可分为并列、同位、偏正、动宾、補充、主谓、连动、兼语、介宾等。

### 并列（联合）
由两个以上，意义和词性相關的词語并列组成，不需要介词或连词连接，例：“美丽聪慧”、“高大威猛”、“唱歌跳舞”、“海陸空”、“天上人間”、“地府陰曹”。

### 同位
由两个以上词语组成、从不同角度指同一事物的短语，例：“我们两个”、“咱们仨”、“宝岛台湾”、“世界最长的建筑物——万里长城”、“马来西亚首都吉隆坡”、“台湾作家龙应台”、“诗仙李白”、“诗圣杜甫”、“东方之珠香港”。

### 偏正
前面的词修饰、描述后面的主要詞語而组成，例：“美丽上海”、“美国总统”“美好家庭”、“非常高兴”。

### 动宾（述宾）
前面的动词支配后面的词（宾语），例：“清洗衣服”、“编写新书”、“製作蛋糕”、“穿越森林”。

### 補充（述补）
后面的词（补语）补充前面的动词（谓语），例：“看得入神”、“笑成一团”、“走得飛快”、“变得不像样”。

## 相关术语
- 词汇
- 字
- 單詞
- 词义
- 语法
- 漢語語法
- 中文自动分词

## 相關文獻
- Adger, David. . Oxford: Oxford University Press. 2003.
- Barton, David. . Blackwell Publishing. 1994: 96.
- Bauer, Laurie. . Cambridge: Cambridge University Press. 1983. ISBN 0-521-28492-9.
- Brown, Keith R. (Ed.) (2005) Encyclopedia of Language and Linguistics (2nd ed.). Elsevier. 14 vols.
- Crystal, David.  1. Cambridge: Cambridge University Press. 1995. ISBN 0-521-40179-8.
- Fleming, Michael;  et al. . Routledge. 2001: 77.
- Katamba, Francis. . Routledge. 2005. ISBN 0-415-29892-X.
- Plag, Ingo. . Cambridge: Cambridge University Press. 2003. ISBN 0-521-52563-2.

## 外部連結
- 陳嘉映：〈約定用法和「詞」的定義〉（页面存档备份，存于）（2008）
- 陳嘉映：〈信号、句子、词（页面存档备份，存于）〉。
- What Is a Word? - a working paper by Larry Trask (see  for attribution), Department of Linguistics and English Language, 萨塞克斯大学.